# Montpeyroux (Puy-de-Dôme)
Montpeyroux è un comune francese di 378 abitanti situato nel dipartimento del Puy-de-Dôme nella regione dell'Alvernia-Rodano-Alpi, non lontano da Issoire.

## Società

### Evoluzione demografica
Abitanti censiti